# Джеймс, Скип
Скип Джеймс (англ. Skip James, настоящее имя Ниэмия Кёртис Джеймс, англ. Nehemiah Curtis James; 9 июня 1902, Бентония, Миссисипи, — 3 октября 1969 года, Филадельфия, Пенсильвания) — американский блюзмен; певец, гитарист, автор песен, один из наиболее влиятельных исполнителей дельта-блюза.

## Биография
Музыкальная карьера Скипа Джеймса началась в 1931 году, когда он прошёл прослушивание у антрепренёра и коллекционера Х. К. Спейра. Последний помог блюзмену записать для Paramount Records песни разного жанра (блюз, кантри-блюз, спиричуэлз, композиции смешанных жанров, нередко заимствованных из других источников), которые и сформировали основу его репертуара.
Биограф Стивен Колт считал работы Скипа стопроцентно оригинальными и (как и многие другие исследователи) отмечал уникальную технику его игры на гитаре. В числе наиболее значимых композиций Джеймса, оказавших влияние на развитие жанра, назывались «Hard Time Killing Floor Blues», «Devil Got My Woman», «Jesus Is A Mighty Good Leader», «22-20 Blues» (на основе которой Роберт Джонсон написал «32-20 Blues»). Сохранились лишь единичные копии ранних записей Скипа Джеймса для Paramount.
В годы Великой депрессии Джеймс перестал записываться, был постепенно забыт и пребывал в безвестности до начала 1960-х годов. В 1964 году трое энтузиастов, коллекционеров старого блюза, — Джон Фэйхи, Билл Барт, Генри Вестайн, — обнаружили его в одной из больниц. «Второе рождение» двух блюзменов, Сона Хауса и Скипа Джеймса (согласно С. Колту) и дало толчок движению blues revival в США.
В июле 1964 года Скип Джеймс выступил на фолк-фестивале в Ньюпорте: это был его первый концерт более чем за 30 лет. Джеймс начал записываться для Takoma, Melodeon, и Vanguard и продолжал концертировать вплоть до самой своей смерти (от рака) в 1969 году.
Наиболее известной песней Скипа Джеймса остаётся «I’m So Glad» — благодаря кавер-версиям, которые записали в конце 1960-х годов Cream (Fresh Cream(1966),Goodbye(1969)) и Deep Purple (Shades of Deep Purple(1968)).